# 4618 Shakhovskoj
4618 Shakhovskoj је астероид главног астероидног појаса са средњом удаљеношћу од Сунца која износи 2,623 астрономских јединица (АЈ).
Апсолутна магнитуда астероида је 12,9.